# Matadero municipal de Alcoy
El Matadero municipal de Alcoy, situado en la avenida de Juan Gil-Albert número 6 de la ciudad de Alcoy (Alicante), Comunidad Valenciana, es un edificio público municipal de estilo modernista valenciano construido en el año 1911, que fue proyectado por el arquitecto contestano Timoteo Briet Montaud.
Fue construido a instancias del Ayuntamiento de Alcoy para albergar el matadero municipal. La tipología de la edificación es de nave industrial. 
En el año 1997 el matadero municipal carece de uso y queda sin actividad. Será en el año 2006 cuando se finaliza su rehabilitación y reabra sus puertas una vez adaptado el edificio como complejo deportivo municipal con el nombre de Centro Deportivo Municipal Eduardo Latorre.